# Покровка (Баяндаевский район)
Покровка — село в Баяндаевском районе Иркутской области России. Административный центр муниципального образования «Покровка». Находится примерно в 3 км к северо-востоку от районного центра.

## Население
| 2002 | 2010 | 2011 | 2012 |
| ---- | ---- | ---- | ---- |
| 636  | ↘635 | ↘631 | ↘618 |

По данным Всероссийской переписи, в 2010 году в селе проживало 635 человек (309 мужчин и 326 женщин).